# Chiesa di San Giacomo Maggiore (Castellammare di Stabia)
La chiesa di San Giacomo Maggiore è una chiesa monumentale situata nella zona collinare di Castellammare di Stabia ed appartenente alla parrocchia della chiesa di San Matteo.

## Storia
A seguito della sua guarigione, Roberto d'Angiò, che spesso risiedeva nella reggia di Quisisana, decise di costruire a Castellammare di Stabia dodici chiese, ognuna dedicata ad uno dei dodici apostoli: quella dedicata a San Giacomo Maggiore, che veniva già venerato in una cappella nei pressi del castello, fu terminata nel 1362, con l'aiuto dei nobili Lorenzo Certa e Bennico Raffone.
In seguito la chiesa divenne la sede della confraternita della Vergine Immacolata e di San Francesco d'Assisi, divenuta poi dell'Immacolata e di San Catello, ma risultava troppo piccola e ormai fatiscente per le esigenze della comunità: il 26 aprile 1756 cominciarono i lavori di demolizione e allo stesso tempo quelli di riedificazione di un nuovo tempio, portati avanti con le offerte sia dei cittadini che dei congreganti. La nuova chiesa fu consacrata il 10 agosto 1761 e fu costruita sotto la direzione dell'ingegnere Melchiorre Campanile. L'edificio subì notevoli danni a seguito del terremoto dell'Irpinia del 1980 ed i lavori di restauro durarono fino al 1991.

## Struttura
La chiesa è in stile barocco; il sagrato è protetto da un ampio cancello in ferro, mentre la facciata è divisa in due da una trabeazione sul quale è inciso il nome della congregazione: la parte inferiore è caratterizzata al centro da un ampio portale in legno, sulla cui sommità è riportato il nome della chiesa e lateralmente da due coppie di lesene, mentre la parte superiore reca al centro un ampio finestrone a vetrate e ai lati ugualmente due coppie di lesene; la facciata termina a timpano, con un piccolo lucernaio centrale.
La fontana di San Giacomo, così chiamata per la vicinanze con la chiesa, è una delle più antiche di Castellammare di Stabia, già esistente nel 1514, molto utilizzata dalla popolazione locale: si tratta di una fontana a due bocche, risistemata così come appare oggi nel 1817, per volere del sindaco stabiese Francesco Longobardi, che provvide anche a ripristinarne la funzionalità in quanto da tempo non effluiva più acqua; fu anche studiato un progetto, nel 1892, per portare l'acqua verso Piazza Municipio e Piazza Ferrovia, abbandonato poi per mancanza di fondi. L'acqua che sgorga, non in grande quantità, chiamata anch'essa di San Giacomo e di cui è sconosciuta ancora la sorgente, si raccoglie in una conca sotterranea e tramite un condotto canalizzato di circa 200 metri viene portata alla fontana: si tratta di un'acqua bicarbonato-calcica, a cui in passato, venivano attribuite diverse proprietà terapeutiche.
All'interno la chiesa è a navata unica con volte a botte ed arco trionfale che divide la zona absidale dell'altare maggiore, con soffitto a cupola, dal resto dell'edificio; su ogni lato si apre una cappella: una dedicata a San Giacomo, con tela del santo, opera di Leopoldo Correa, l'altra dedicata alla Natività. L'altare maggiore è realizzato in marmo policromo ed è delimitato da due teste di putti; il ciborio è in marmo ed ha la porta del tabernacolo in argento sulla quale sono raffigurati il Buon Pastore e lo Spirito Santo. Alle spalle dell'altare maggiore un coro ligneo in tre ordini di posti. Sul fondo dell'abside è posta in una cornice di stucco, una tela raffigurante l'Immacolata Concezione con ai suoi piedi un paesaggio campestre che riproduce quello dove fu fondata la chiesa: l'opera risale al XVII secolo anche se è stata fortemente modificata nel 1759 e con molta probabilità proveniente dall'antica chiesa di San Francesco, oggi chiesa dell'Oratorio. In una nicchia del presbiterio, realizzata in marmi rosa, è collocata una statua in legno dell'Immacolata, chiamata a' Palummell, opera della bottega di Giacomo Colombo e donata alla chiesa nel 1839 da Ferdinando II delle Due Sicilie. Sul lato destro invece si trova una tela che raffigura San Giacomo, realizzata nel 1871, vestito con abiti da pellegrino. Ancora su entrambi i lati, in due ovali, sono dipinti San Catello che guarda verso la città stabiese e San Gennaro che guarda verso Napoli.
Sul lato destro della chiesa è presente un pulpito in legno e dipinto in oro, a cui si accede da una scala dalla sagrestia. Sullo stesso lato, nei pressi dell'ingresso, è una nicchia contenente una statua in legno di San Giuseppe, donata alla chiesa nel 1877 e restaurata negli anni novanta. Sopra l'ingresso, su un contrafforte a botte, è posto l'organo. La sagrestia, di forma rettangolare, ha il soffitto dipinto con diverse figure sacre e scritture ed al centro una raffigurazione dell'Immacolata con ai lati San Giacomo e San Catello, risalente al 1924; sulle pareti, ai quattro lati, in quattro lunette, sono ritratti gli evangelisti. Sul fondo della sagrestia è presente un altare in marmo, retto da due colonne. Nel tempio è inoltre conservata un'urna funeraria e un crocefisso, entrambi del XIX secolo.
Sotto tutta la lunghezza della chiesa è presente la cripta, aperta nel 1758, dove venivano un tempo seppelliti i membri della congrega: si tratta di un ambiente a navata unica, con abside circolare delimitato da sei colonne; caratteristica è la pavimentazione realizzata in maioliche: oggi la cripta è utilizzata come ossario.